# 崇寿寺
崇寿寺，位于山西省晋城市泽州县城北25公里西郜村，是一座北宋古建筑。
1986年8月18日，授予山西省文物保护单位，编号2-79。2019年10月7日升格为第八批全国重点文物保护单位，编号8-0208-3-011。